# Malaya i olympiska sommarspelen 1956
Malaya deltog med 32 deltagare vid de olympiska sommarspelen 1956 i Melbourne. Ingen av landets deltagare erövrade någon medalj.